# 井出站
井出站（日语：／ Ide eki */?）是位於山梨縣南巨摩郡南部町井出1621號，東海旅客鐵道（JR東海）的身延線車站。

## 歷史
- 1929年（昭和4年）
  - 3月26日：富士身延鐵道開設井出福士停留場（日语：／）。為旅客車站[1]。
  - 12月28日：井出側線站啟用。為貨運車站[1]。
- 1931年（昭和6年）
  - 9月20日：井出側線站改名為井出福士側線站[1]。
  - 12月1日：井出福士側線站改名為第二井出福士站[1]。
- 1936年（昭和11年）6月22日：井出福士停留場可以升級至車站，名為井出福士站。同時併合至第二井出福士站。井出福士站開始貨物起卸業務。
- 1938年（昭和13年）10月1日：富士身延鐵道借給鐵道省使用，成為身延線[1]。同時車站改名為井出站。
- 1941年（昭和16年）5月1日：富士身延鐵道正式國有化[1]。
- 1972年（昭和47年）9月20日：結束貨物起卸業務。
- 1987年（昭和62年）4月1日：伴隨國鐵分割民營化，車站由東海旅客鐵道（JR東海）營運[1]。
- 1994年（平成6年）3月：翻新車站大樓。

## 車站構造
車站是一座地面車站，設有1面1線的單式月台。月台位於路軌西南方。
曾經在月台北邊設有1條側線，側線連接寄畑一方本線。本線月台位於斜面上，而側線是位於平面上行走。側線北邊鄰接大型廣場，該處設有廁所和停車場。
曾經此站設有木造車站大樓，在1994年（平成6年）重建為一座小型混凝土建築物。大樓內設有候車室。
此站是由身延站管理的無人車站。沒有自動售票機，此站內不可購買車票。

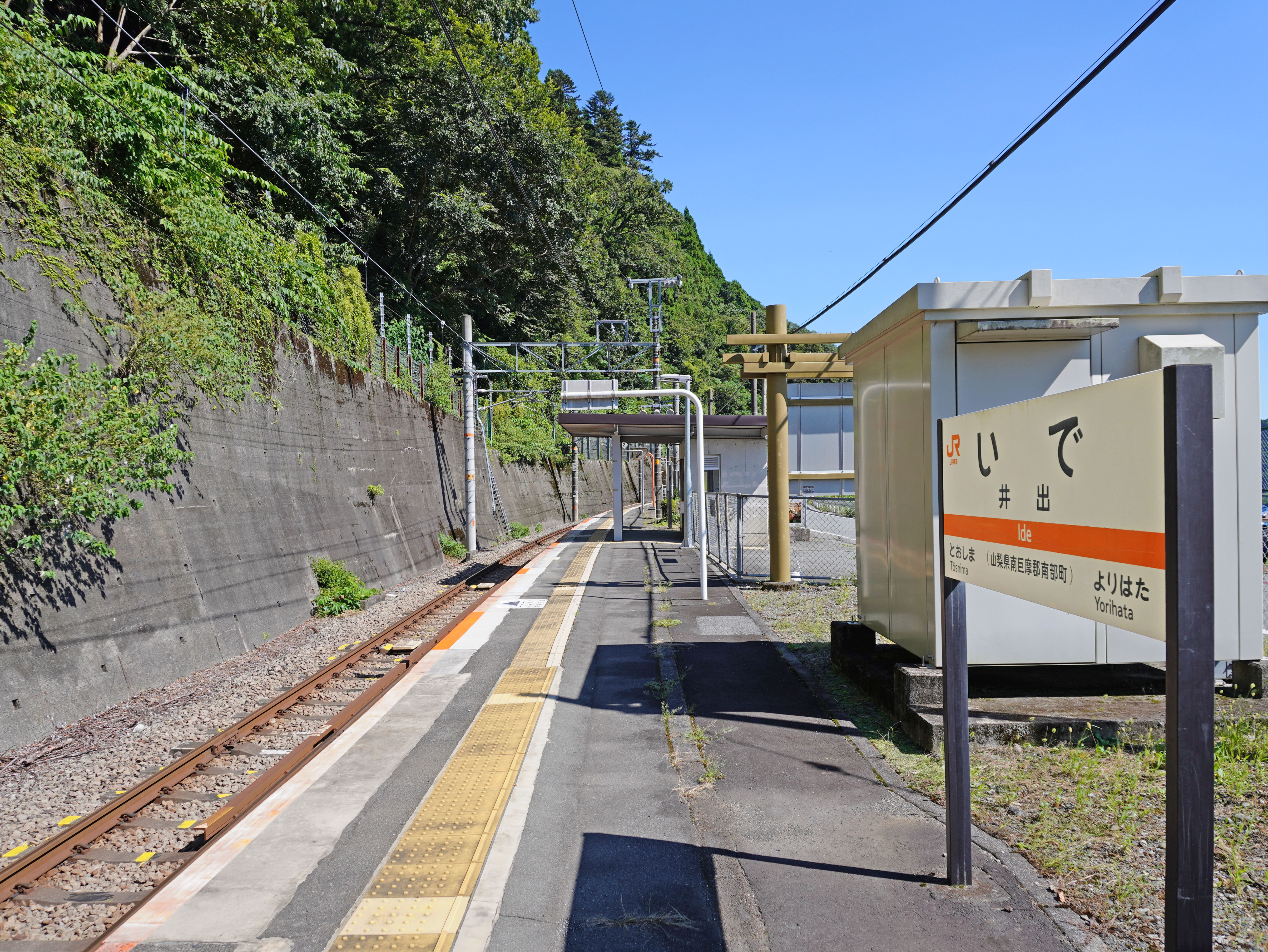
月台(2022年9月)
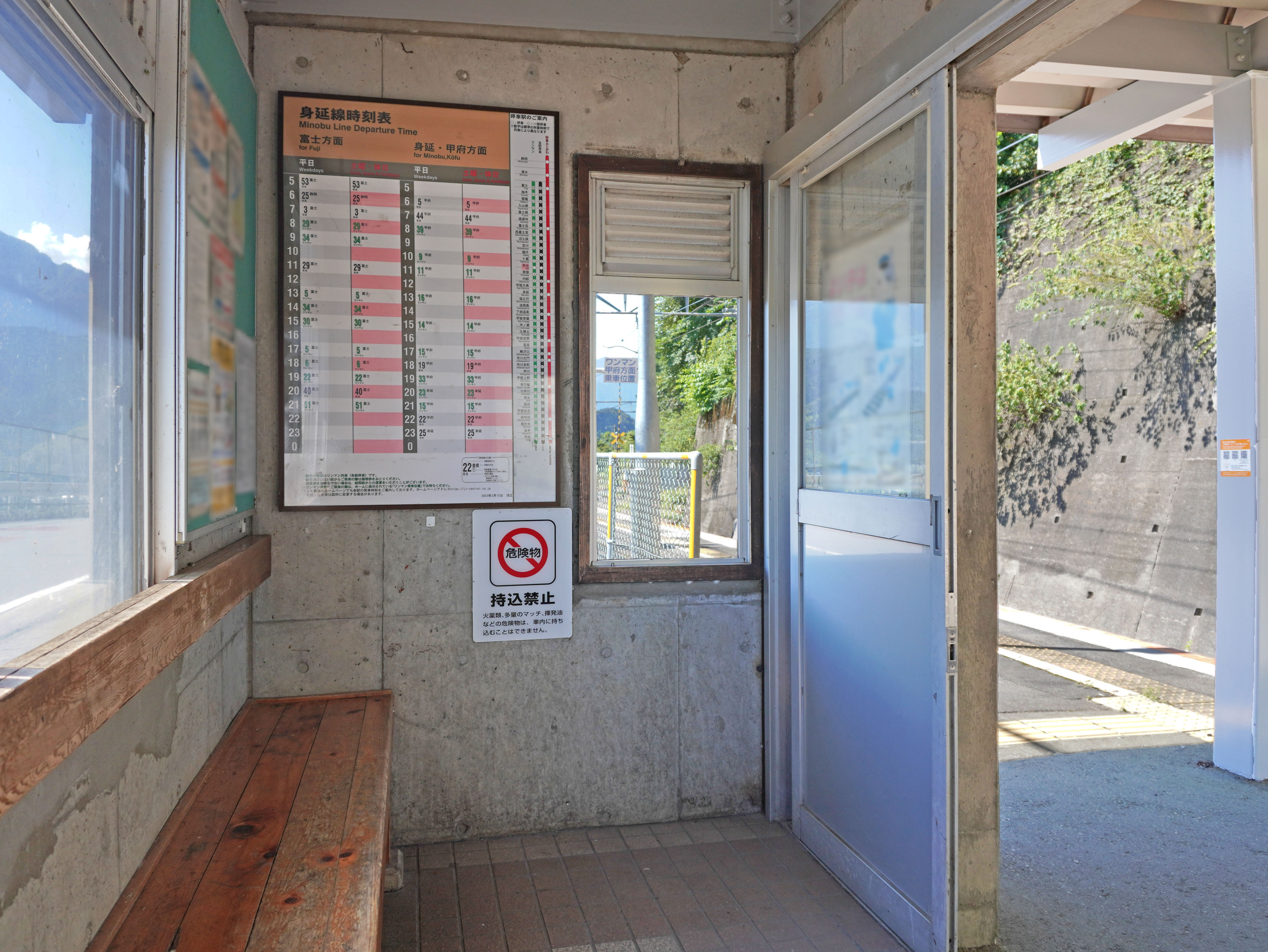
候車室内 (2022年9月)

## 使用狀況
以下為近年1日乘車人次列表：
| 乘車人次變化 | 乘車人次變化     | 乘車人次變化 |
| 年度         | 1日平均 乘車人次 |              |
| ------------ | ---------------- | ------------ |
| 2006         | 100              |              |
| 2007         | 94               |              |
| 2008         | 91               |              |
| 2009         | 73               |              |
| 2010         | 69               |              |
| 2011         | 59               |              |
| 2012         | 55               |              |
| 2013         | 61               |              |
| 2014         | 56               |              |
| 2015         | 54               |              |
| 2016         | 45               |              |
| 2017         | 42               |              |

## 車站周邊

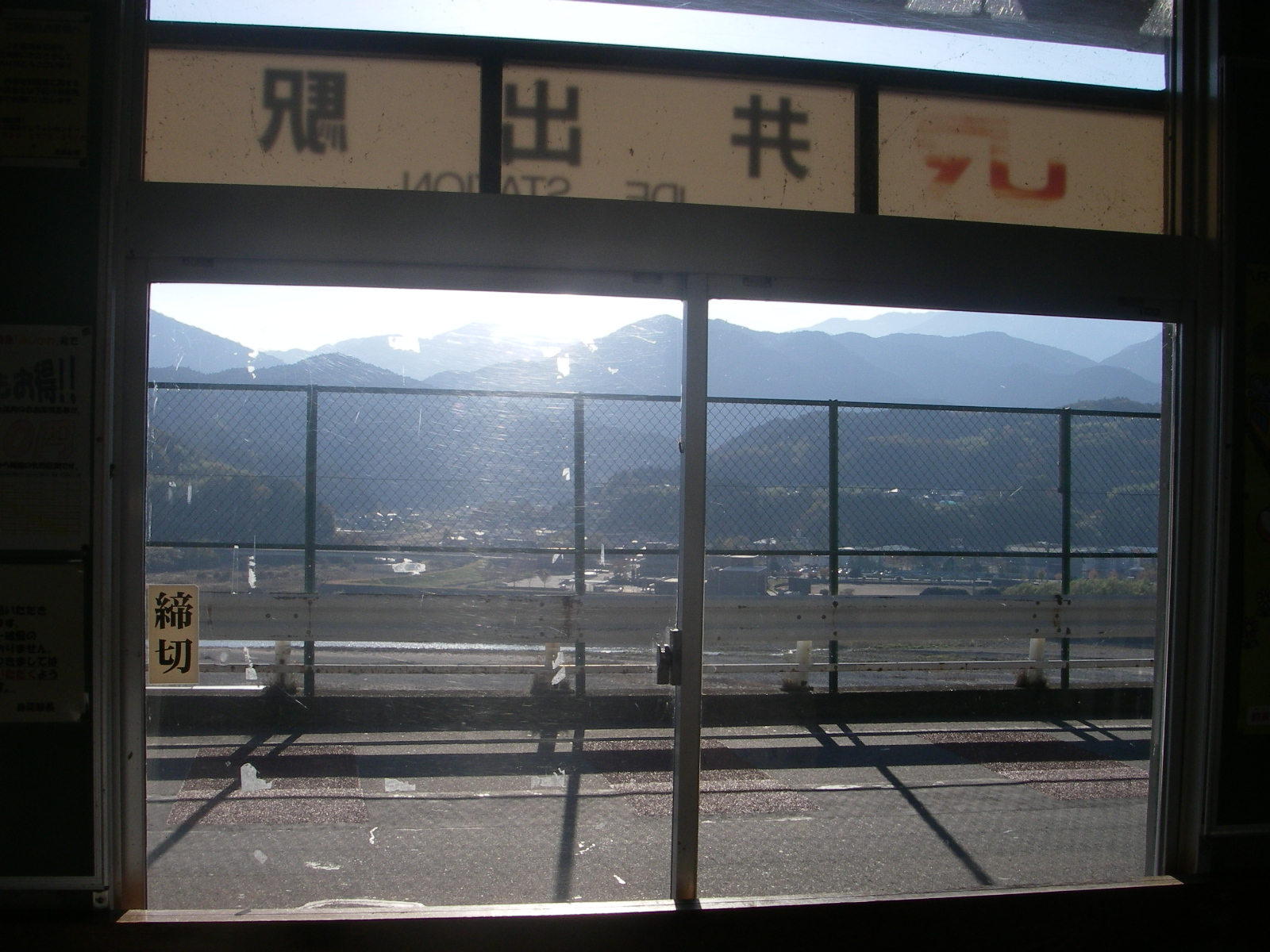
候車室望向站外

車站前設有富士川，與縣道10号並行。該縣道向東前進600米可到達井出村落。從車站月台可望向富士川與對面岸，對面岸是南部町福士。福士是一個大型村落。在站前沿縣道西北方800米前進，經過富榮橋後便到達對岸。在車站啟用當初車站名稱取自井前與對面岸的福士，名為井出福士站。在福士內設有道之驛富澤、南部町立富河小學、中央化學山梨工場和國道52號。
另外，車站周邊的主要景點包括天子湖和佐野川溫泉。在車站北邊設有竹之澤平交道，與平交道相交的道路會沿佐野川前進，在9公里後便到達天子湖。在跨過佐野川，向北方前進700米便可到達佐野川溫泉。
雖然車站比較細小，但是站前在列車到着時會設有的士等候乘客。

## 巴士路線
| 乘車處 | 乘車處 | 系統   | 主要途經     | 目的地       | 巴士公司     | 備註         |
| ------ | ------ | ------ | ------------ | ------------ | ------------ | ------------ |
| 井出站 |        | 陵草線 | 坂下         | 公所前       | 南部町營巴士 | 只於平日服務 |
| 井出站 |        | 陵草線 | 十島站、平山 | 屋敷平公民館 | 南部町營巴士 | 只於平日服務 |

## 相鄰車站
東海旅客鐵道（JR東海）
 身延線
十島－井出－寄畑

## 注腳
1. 1 2 3 4 5 6 7 8  曾根悟（日语：曽根悟）（監修）. 朝日新聞出版分冊百科編集部（編集） , 编. . 週刊 歴史でめぐる鉄道全路線 国鉄・JR (朝日新聞出版). 2009-07-26, (3): 22–23 （日语）.
2. ↑  「山梨縣統計年鑑」

## 外部連結
- 國土地理院地圖參閲服務 （页面存档备份，存于） - 井出站周邊的1/25000地形圖 （页面存档备份，存于）（日語）